# João Peixoto Viegas
João Peixoto Viegas foi um português vindo para a Bahia por volta de 1640, filho de Fernão Peixoto, de Viana, e Barbara Fernandes. Casou na Bahia com Dona Joana de Sá. Teve grandes dadas de terras, tendo sido o incorporador do Paraguaçu em Itapororocas e Água Fria, desde 1652.
Tornando-se grande sertanista, acompanhou D. Rodrigo de Castelo Branco à serra de Itabaiana e ao Norte brasileiro, em diligências da prata.
Também combateu os índios nas diligências contemporâneas de Brás Rodrigues de Arzão, Estêvão Ribeiro Baião Parente, seu filho João Amaro Maciel Parente e outros, a partir de 1671.
Em 20 de março de 1676 uma petição queixa da Companhia de Jesus ao Regente D. Pedro, futuro Pedro II, serve de parecer ao Conselho Ultramarino desta data: João Peixoto Viegas, em 1672 e 1673 senhor de mais de 150 léguas de terras, potentado na Bahia, pedia aos jesuítas que assistissem e doutrinassem uns índios bárbaros tapuias do  território onde tinha currais. Os padres aceitaram, civilizaram as almas pois dos índios, uns 900, 600 se tornaram cristãos. Viegas se opôs então à transferência desejada pelos dois missionários, para o litoral, para Serinhaém, a 15 léguas de Salvador!
Munido de provisão do governador Afonso Furtado de Mendonça (que possivelmente desconhecia os antecedentes) se aposseou de 200 índios e os levou para novos territórios que, a título de minas que se haviam descoberto, estava a 70 léguas da Bahia - sem confessor, sem sacramentos, sem doutrina. E, por estranha combinação, outro grande proprietário, Antônio Guedes de Brito, foi ao mesmo aldeamento com uma nova provisão do mesmo governador e tirou outra quantidade que conduziu para seus currais próprios. Sobraram aos jesuítas oitenta índios.
O mestre de campo Guedes de Brito tinha 111 léguas por heranças, compras e sesmarias. Além da metade da mata de São João e a sesmaria que ia do rio Itapecuru ao São Francisco e deste ao Rio Pernassu. Os limites dessa enorme sesmaria eram desconhecidos. Viegas tinha mais ou menos 150 léguas de terra, 120 só na sesmaria de Jacoipê até ao Pernassu.